# PFC Lokomotiv Mezdra
El PFC Lokomotiv Mezdra (en búlgaro: ПФК Локомотив Мездра) es un equipo de fútbol de Bulgaria que juega en la A RFG, cuarta división de fútbol en el país.

## Historia
Fue fundado en el año 1945 en la ciudad de Mezdra con el nombre Iron SC y en sus primeros años contaba con más de 20 participaciones en la B PFG y alcanzar los cuartos de final de la Copa de Bulgaria en 1945/46.
Fue hasta la temporada 2007/08 que la historia del club cambió luego de que la empresa NADIN adquiriera al club, ganó sin problemas el ascenso a la A PFG por primera vez en su historia. Su primer partido en la máxima categoría fue ante el Spartak Varna, el cual perdieron con marcador de 0-2 y terminaron en octavo lugar en su temporada inaugural.
El club militó por una temporada más luego de descender en la temporada 2009/10 al terminar en el lugar 14 entre 16 equipos, desapareciendo tres años después en agosto de 2012 por las deudas que tenían.
El club fue refundado en 2016 luego del fracaso financiero que tuvoeron dos intentos de reencarnación del club.

## Palmarés
- B PFG: 1

2007/08
- Eurocopa Ferroviaria de Fútbol: 1

2003

## Jugadores

### Jugadores destacados
| - Saša Simonović - Radostin Stanev - Iliya Iliev - Strati Iliev - David Silva - Rui Miguel | - Fausto - Zoran Cvetković - Milan Janković - Aristeidis Lottas - Jiří Lenko |